# Sporobolus africanus
Sporobolus africanus é uma espécie de planta com flor pertencente à família Poaceae. 
A autoridade científica da espécie é (Poir.) Robyns & Tournay, tendo sido publicada em Bulletin du Jardin Botanique de l'État à Bruxelles 25: 242. 1955.

## Portugal
Trata-se de uma espécie presente no território português, nomeadamente no Arquipélago da Madeira.
Em termos de naturalidade é introduzida na região atrás indicada.

## Protecção
Não se encontra protegida por legislação portuguesa ou da Comunidade Europeia.